# El chalet de madame Renard
El chalet de madame Renard es una obra de teatro de Miguel Mihura, estrenada en el Teatro Infanta Isabel de Madrid el 23 de noviembre de 1961.

## Argumento
Monique Renard es una mujer acomodada, con su propio chalet en Niza, que sin embargo, se dedica a oscuros negocios. Su vida cambiará cuando llegan al chalet dos hombres que resultan ser igualmente estafadores, pero que se enamoran de ella.

## Representaciones destacadas
- Teatro (1961, estreno). Intérpretes: Isabel Garcés, Rafael López Somoza, Hugo Pimentel, Julia Gutiérrez Caba, Erasmo Pascual, Luisa Rodrigo.
- Televisión (3 de marzo de 1972, en el espacio de TVE Estudio 1). Dirección: Pedro Amalio López. Intérpretes: Irene Gutiérrez Caba, Fernando Delgado, Juanito Navarro, Mercedes Barranco.
- Teatro (1983). Dirección: Ana Mariscal. Intérpretes: Ana Mariscal, Carlos Muñoz, Manolo Andrés.
- Teatro (1993). Intérpretes: Elisa Ramírez, Diego Serrano, Adela Armengol, Raquel Díez.
- Televisión (2000, TVE). Intérpretes: Vicky Peña, Fernando Guillén, Joaquín Kremel, Enric Pous, Teresa Manresa, Saskia Giró, Rita Miró y Ana María Barbany.